# Aeschi
Aeschi (toponimo tedesco) è un comune svizzero di 1 216 abitanti del Canton Soletta, nel distretto di Wasseramt. Il 1º gennaio 1994 ha inglobato il comune soppresso di Burgäschi (che era stato istituito nel 1830 per scorporo dallo stesso Aeschi) e il 1º gennaio 2012 quello di Steinhof.